# 二本松市
二本松市（にほんまつし）は、福島県中通り北部に位置する市。
『智恵子抄』に詠われた安達太良山と阿武隈川で知られる。

## 概要
福島県を代表する城下町の一つに数えられ、多くの観光資源を有する。江戸時代に二本松藩の政庁だった二本松城は、福島県内の若松城（会津若松）、白河小峰城（白河）と共に、日本100名城にも選定されている。その城下で執り行われる「二本松提灯祭り」は、福島県内で行われる神社例大祭の中でも、群を抜く規模と参加者の威厳を肌で感じられる祭りである。
二本松市は「菊の城下町」と称され、日本最大級の菊人形展「二本松の菊人形」が行われている。市の西方には二本松市のシンボルでもある安達太良山があり、温泉地として岳温泉が知られている。
福島県内で会津と並ぶ、古くからの日本酒造り酒屋を多く抱えている地域でもあり、地場産業の一つとなっているの人気酒造のほか3軒（奥の松酒造、大七酒造、檜物屋酒造）が所在する。
東京都心からは250km。県庁所在地の福島市から二本松市はおよそ20km圏内に位置し、経済や文化など様々な面で密接な関係にある（「福島都市圏」参照）。
地名の由来は旅人の目印となった二本の松があったことからとされる。古城・四本松城から二本の松を移植したことからとする説もある

## 市勢
- 人口
  - 男性：26,446人
  - 女性：27,208人
- 世帯数：20,233世帯
- 人口密度：155.78人/km2

（2021年（令和3年）1月1日時点）

## 地理
西の市境付近に安達太良山があり、西部は安達太良山の裾野が広がり標高が高く岳温泉や塩沢温泉などが点在する。東部の市街地付近を阿武隈川が北進する。
- 山:安達太良山、日山、木幡山、麓山（羽山）
- 河川:阿武隈川、杉田川、六角川、油井川
- 湖沼:岳ダム

### 気候
| 二本松（1991年 - 2020年）の気候    | 二本松（1991年 - 2020年）の気候 | 二本松（1991年 - 2020年）の気候 | 二本松（1991年 - 2020年）の気候 | 二本松（1991年 - 2020年）の気候 | 二本松（1991年 - 2020年）の気候 | 二本松（1991年 - 2020年）の気候 | 二本松（1991年 - 2020年）の気候 | 二本松（1991年 - 2020年）の気候 | 二本松（1991年 - 2020年）の気候 | 二本松（1991年 - 2020年）の気候 | 二本松（1991年 - 2020年）の気候 | 二本松（1991年 - 2020年）の気候 | 二本松（1991年 - 2020年）の気候 |
| 月                                 | 1月                             | 2月                             | 3月                             | 4月                             | 5月                             | 6月                             | 7月                             | 8月                             | 9月                             | 10月                            | 11月                            | 12月                            | 年                              |
| ---------------------------------- | ------------------------------- | ------------------------------- | ------------------------------- | ------------------------------- | ------------------------------- | ------------------------------- | ------------------------------- | ------------------------------- | ------------------------------- | ------------------------------- | ------------------------------- | ------------------------------- | ------------------------------- |
| 最高気温記録 °C （°F）             | 16.6 (61.9)                     | 19.9 (67.8)                     | 24.1 (75.4)                     | 30.2 (86.4)                     | 34.7 (94.5)                     | 35.9 (96.6)                     | 37.7 (99.9)                     | 38.0 (100.4)                    | 35.9 (96.6)                     | 31.4 (88.5)                     | 26.0 (78.8)                     | 19.5 (67.1)                     | 38.0 (100.4)                    |
| 平均最高気温 °C （°F）             | 5.4 (41.7)                      | 6.5 (43.7)                      | 10.4 (50.7)                     | 16.8 (62.2)                     | 22.4 (72.3)                     | 25.2 (77.4)                     | 28.4 (83.1)                     | 29.8 (85.6)                     | 25.4 (77.7)                     | 19.6 (67.3)                     | 13.9 (57)                       | 8.1 (46.6)                      | 17.7 (63.9)                     |
| 日平均気温 °C （°F）               | 0.8 (33.4)                      | 1.5 (34.7)                      | 4.8 (40.6)                      | 10.6 (51.1)                     | 16.1 (61)                       | 19.7 (67.5)                     | 23.4 (74.1)                     | 24.4 (75.9)                     | 20.3 (68.5)                     | 14.3 (57.7)                     | 8.4 (47.1)                      | 3.3 (37.9)                      | 12.3 (54.1)                     |
| 平均最低気温 °C （°F）             | −3.3 (26.1)                     | −3.1 (26.4)                     | −0.4 (31.3)                     | 4.7 (40.5)                      | 10.4 (50.7)                     | 15.2 (59.4)                     | 19.6 (67.3)                     | 20.6 (69.1)                     | 16.3 (61.3)                     | 9.7 (49.5)                      | 3.4 (38.1)                      | −1.0 (30.2)                     | 7.7 (45.9)                      |
| 最低気温記録 °C （°F）             | −12.6 (9.3)                     | −12.5 (9.5)                     | −10.6 (12.9)                    | −5.2 (22.6)                     | 1.0 (33.8)                      | 5.6 (42.1)                      | 9.5 (49.1)                      | 11.3 (52.3)                     | 4.3 (39.7)                      | −1.7 (28.9)                     | −4.6 (23.7)                     | −12.3 (9.9)                     | −12.6 (9.3)                     |
| 降水量 mm （inch）                 | 42.5 (1.673)                    | 34.0 (1.339)                    | 74.0 (2.913)                    | 86.8 (3.417)                    | 91.5 (3.602)                    | 125.5 (4.941)                   | 185.5 (7.303)                   | 145.9 (5.744)                   | 166.6 (6.559)                   | 137.6 (5.417)                   | 58.8 (2.315)                    | 40.7 (1.602)                    | 1,189.3 (46.823)                |
| 平均降水日数 （≥1.0 mm）           | 7.2                             | 6.4                             | 8.8                             | 8.4                             | 9.6                             | 11.3                            | 14.1                            | 11.6                            | 11.7                            | 8.9                             | 6.5                             | 7.3                             | 111.9                           |
| 平均月間日照時間                   | 132.7                           | 142.7                           | 162.7                           | 175.4                           | 181.7                           | 129.0                           | 122.0                           | 149.5                           | 121.1                           | 129.9                           | 126.5                           | 126.2                           | 1,703.4                         |
| 出典1：Japan Meteorological Agency |                                 |                                 |                                 |                                 |                                 |                                 |                                 |                                 |                                 |                                 |                                 |                                 |                                 |
| 出典2：気象庁                      |                                 |                                 |                                 |                                 |                                 |                                 |                                 |                                 |                                 |                                 |                                 |                                 |                                 |

## 歴史
- 1889年（明治22年）4月1日 - 町村制施行に伴い、安達郡二本松町が成立。
- 1955年（昭和30年）1月1日 - 二本松町・石井村・大平村・塩沢村・杉田村・岳下村が合併し、改めて二本松町が発足。
- 1958年（昭和33年）10月1日 - 市制を施行し、二本松市となる。
- 2005年（平成17年）12月1日 - 二本松市と安達郡安達町・岩代町・東和町が合併し、改めて二本松市が発足。
- 2011年（平成23年）3月11日 - 東日本大震災が発生。二本松市で震度6弱を観測[4]。

## 行政
- 市長：三保恵一（2017年12月25日就任、3期目）

### 歴代市長
旧二本松市長
| 代        | 氏名       | 就任                       | 退任                       | 備考 |
| --------- | ---------- | -------------------------- | -------------------------- | ---- |
| 初代      | 山田健二郎 | 1958年（昭和33年）10月1日  | 1959年（昭和34年）2月9日   |      |
| 2代       | 宮下利一   | 1959年（昭和34年）2月10日  | 1961年（昭和36年）12月29日 |      |
| 3 - 8代   | 石川信義   | 1962年（昭和37年）1月26日  | 1984年（昭和59年）12月10日 |      |
| 9 - 11代  | 大河内鷹   | 1984年（昭和59年）12月25日 | 1996年（平成8年）12月24日  |      |
| 12 - 13代 | 根本尚美   | 1996年（平成8年）12月25日  | 2003年（平成15年）7月1日   |      |
| 14代      | 三保恵一   | 2003年（平成15年）8月10日  | 2005年（平成17年）11月30日 |      |

二本松市長
| 代             | 氏名     | 就任年月日                 | 退任年月日                 | 備考       |
| -------------- | -------- | -------------------------- | -------------------------- | ---------- |
| 市長職務執行者 | 菅沢伝良 | 2005年（平成17年）12月1日  | 2005年（平成17年）12月24日 | 旧安達町長 |
| 初 - 2代       | 三保恵一 | 2005年（平成17年）12月25日 | 2013年（平成25年）12月24日 |            |
| 3代            | 新野洋   | 2013年（平成25年）12月25日 | 2017年（平成29年）12月24日 |            |
| 4代            | 三保恵一 | 2017年（平成29年）12月25日 | 現職                       |            |

### 支所
- 安達支所
- 岩代支所
- 東和支所

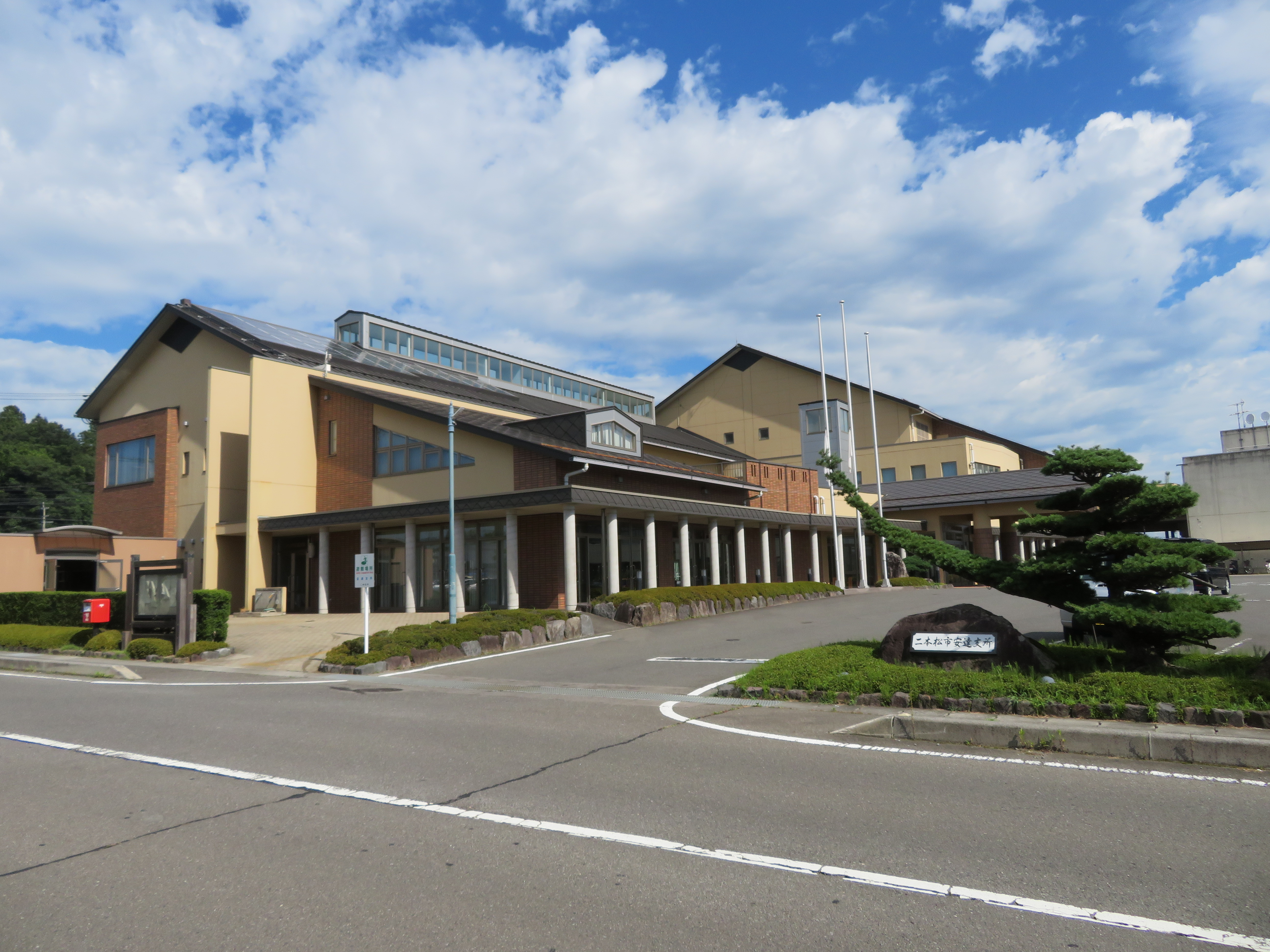
安達支所（旧安達町役場庁舎）
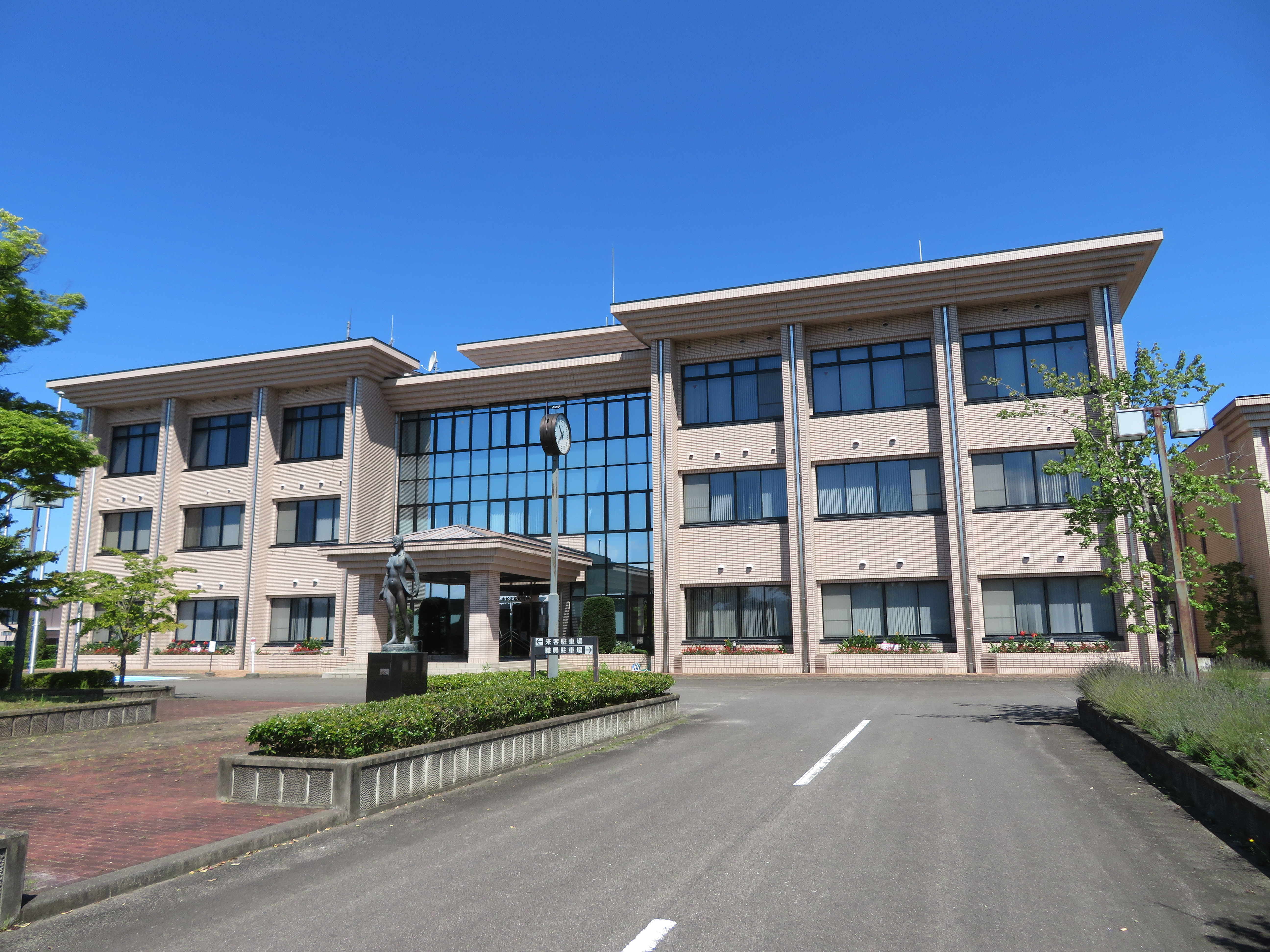
東和支所（旧東和町役場庁舎）

### 警察
- 福島県警察 二本松警察署

### 消防
- 安達地方広域行政組合消防本部
  - 北消防署
    - 東和出張所
    - 岩代出張所

## 経済

### 産業

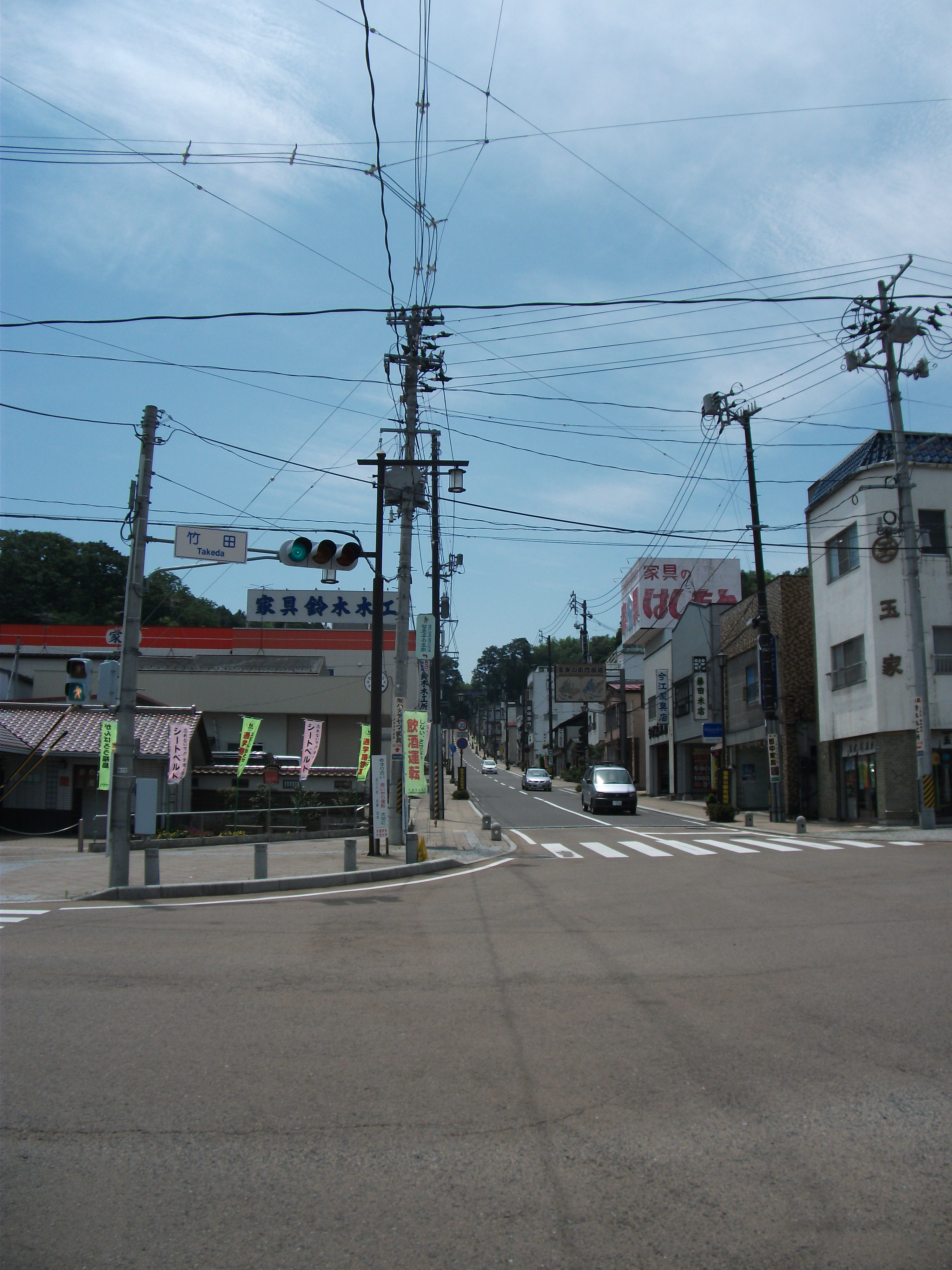
二本松市竹田の家具屋街

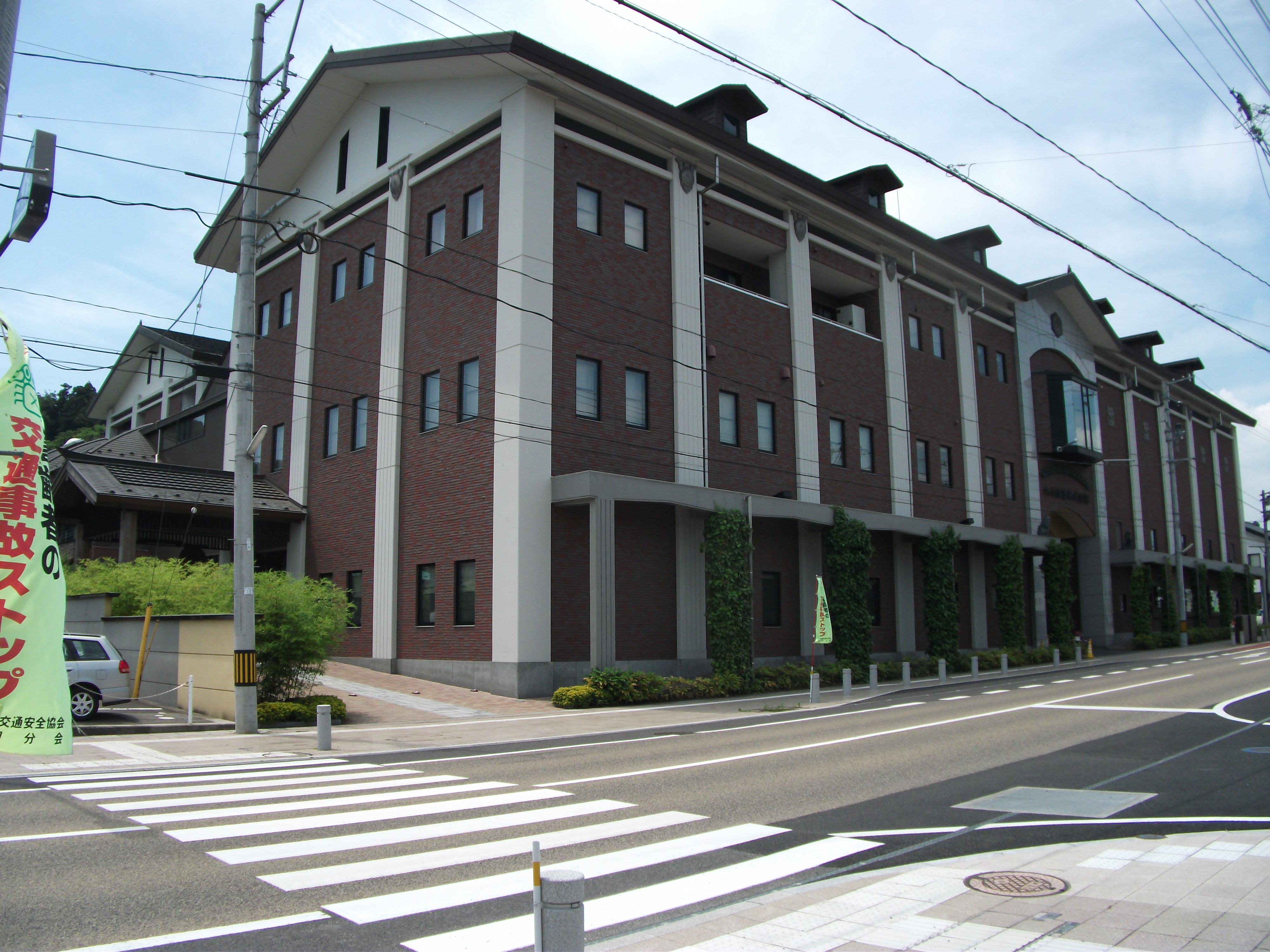
大七酒造

主な産業は、二本松伝統家具が挙げられる。丹羽光重の二本松城大改修の際に、宮大工が家具や建具を作ったことが起源。市内竹田に家具工芸店が集まり、1996年からは毎年9月に二本松家具まつりが開催されている。
酒造
- 奥の松酒造
- 大七酒造
- 人気酒造
- 檜物屋酒造店

製造業
- マレリ福島（マレリグループ）
- 柳沼プレス工業
- ハネダユニテック福島工場
- 福発メタル

預金取扱金融機関
- 東邦銀行 1支店
- 福島銀行 1支店
- 大東銀行 1支店
- 二本松信用金庫 6支店
- 福島県商工信用組合 1支店
- 東北労働金庫 1支店
- ふくしま未来農業協同組合 5支店
- 福島さくら農業協同組合 1支店（津島支店仮設移転中）

## 郵便
- 二本松郵便局（集配局）
- 岩代郵便局（集配局）
- 安達郵便局

- 東和郵便局
- 戸沢郵便局
- 新殿郵便局
- 二本松大平郵便局

- 二本松亀谷郵便局
- 二本松竹田町郵便局
- 平石郵便局
- 岳下簡易郵便局

## 姉妹都市・提携都市
- 駒ヶ根市（長野県）
2000年（平成12年）5月29日 友好都市提携（青年海外協力隊訓練所が双方の市に所在することより）
- 京山市（中華人民共和国湖北省）
1994年（平成6年）10月16日 友好都市提携
- ハノーバー（アメリカ合衆国ニューハンプシャー州）
1999年（平成11年）7月30日 友好都市提携

## 地域

### 人口
| |                                          |  |
| 二本松市と全国の年齢別人口分布（2005年） | 二本松市の年齢・男女別人口分布（2005年） |  |
| ■紫色 ― 二本松市 ■緑色 ― 日本全国 | ■青色 ― 男性 ■赤色 ― 女性                |  |
| 二本松市（に相当する地域）の人口の推移 \| 1970年（昭和45年） \| 68,117人 \| \| \| 1975年（昭和50年） \| 66,745人 \| \| \| 1980年（昭和55年） \| 66,709人 \| \| \| 1985年（昭和60年） \| 67,154人 \| \| \| 1990年（平成2年） \| 66,988人 \| \| \| 1995年（平成7年） \| 67,269人 \| \| \| 2000年（平成12年） \| 66,077人 \| \| \| 2005年（平成17年） \| 63,178人 \| \| \| 2010年（平成22年） \| 59,871人 \| \| \| 2015年（平成27年） \| 58,162人 \| \| \| 2020年（令和2年） \| 53,557人 \| \| |                                          |  |
| 総務省統計局 国勢調査より |                                          |  |
| 1970年（昭和45年） | 68,117人                                 |  |
| 1975年（昭和50年） | 66,745人                                 |  |
| 1980年（昭和55年） | 66,709人                                 |  |
| 1985年（昭和60年） | 67,154人                                 |  |
| 1990年（平成2年） | 66,988人                                 |  |
| 1995年（平成7年） | 67,269人                                 |  |
| 2000年（平成12年） | 66,077人                                 |  |
| 2005年（平成17年） | 63,178人                                 |  |
| 2010年（平成22年） | 59,871人                                 |  |
| 2015年（平成27年） | 58,162人                                 |  |
| 2020年（令和2年） | 53,557人                                 |  |

### 教育
高等学校
- 福島県立安達高等学校
- 福島県立二本松実業高等学校（福島県立安達東高等学校・福島県立二本松工業高等学校の統合により開校）

中学校
- 二本松市立二本松第一中学校
- 二本松市立二本松第二中学校
- 二本松市立二本松第三中学校
- 二本松市立安達中学校
- 二本松市立小浜中学校
- 二本松市立岩代中学校
- 二本松市立東和中学校

小学校
- 二本松市立二本松南小学校
- 二本松市立二本松北小学校
- 二本松市立塩沢小学校
- 二本松市立岳下小学校
- 二本松市立安達太良小学校
- 二本松市立原瀬小学校
- 二本松市立杉田小学校
- 二本松市立石井小学校
- 二本松市立大平小学校
- 二本松市立油井小学校
- 二本松市立渋川小学校
- 二本松市立川崎小学校
- 二本松市立小浜小学校
- 二本松市立新殿小学校
- 二本松市立旭小学校
- 二本松市立東和小学校

## 交通

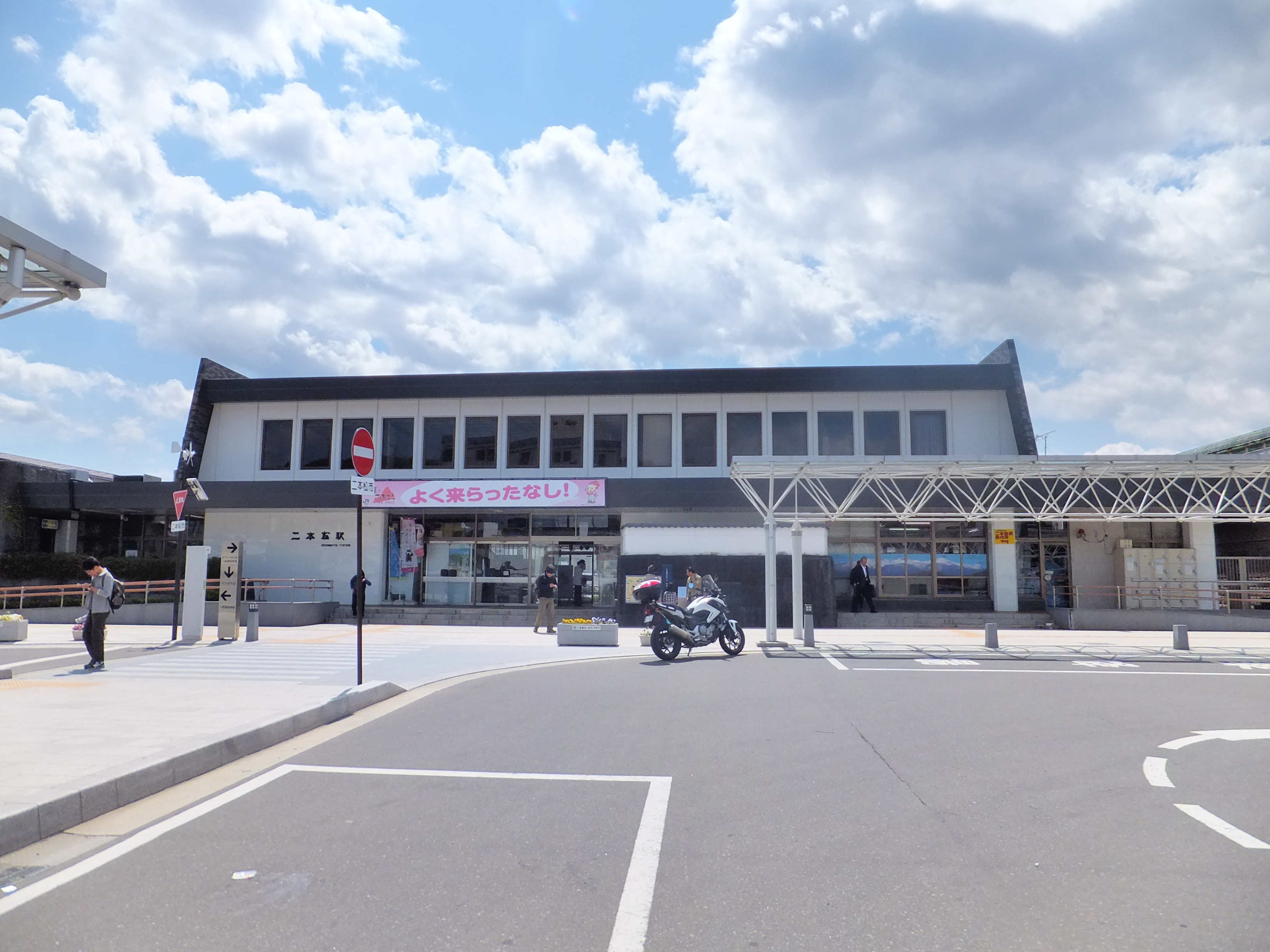
二本松駅

### 鉄道
東日本旅客鉄道（JR東日本）
- 東北本線
  - 杉田駅 - 二本松駅 - 安達駅
- 中心となる駅：二本松駅

### 路線バス
- 福島交通　※市内に二本松営業所が設けられている。
- 二本松市コミュニティバス[7]

### 高速バス
- 福島・二本松・郡山 - 名古屋（夜行高速バス）＜福島交通、名鉄バス＞
- 福島・二本松・郡山 - 新宿（あぶくま号）＜福島交通、JRバス関東、JRバス東北＞
- 仙台・二本松 - 日立・勝田・水戸・笠間 ＜茨城交通＞
- 福島・二本松・郡山 - 成田空港 ＜千葉交通＞
- 仙台 - 二本松 - 郡山 - 須賀川 ＜福島交通、JRバス東北、宮城交通＞
- 福島 - 二本松 - 小野 - いわき ＜福島交通・新常磐交通＞
- 福島 - 二本松 - 郡山 ＜福島交通＞
- 仙台空港 - 福島 - 二本松 - 会津若松・東山温泉 ＜会津乗合自動車・福島交通＞
  - 二本松バスストップ（二本松IC併設）

### 高速道路
- E4東北自動車道
  - (20) 二本松IC

### 道路
- 国道4号
- 国道349号
- 国道459号
- 福島県道30号本宮土湯温泉線
- 福島県道39号川俣安達線
- 福島県道40号飯野三春石川線
- 福島県道62号原町二本松線
- 福島県道73号二本松金屋線
- 二本松市道郭内根崎線（旧奥州街道）
二本松市郭内3丁目にある霞ケ城公園入口に面する霞ケ城の石垣に沿った道路で、1986年（昭和61年）8月10日に、旧建設省と「道の日」実行委員会により制定された「日本の道100選」に選ばれている[8]。江戸時代に丹羽氏が二本松城下を治めていた時には、当時二本松で一番広い通りであったとされる[9]。丹羽光重が1643年（寛永20年）に二本松に入国する以前は奥州街道と称されていたが、光重が城下整備を行った際に奥州街道は700 m南に移されている[9]。沿道の霞ケ城公園には箕輪門、二本松少年隊群像があり、毎年秋の10月から11月にかけて菊の祭典である「二本松の菊人形」が開催される[9]。

道の駅
- 道の駅安達（国道4号）
- 道の駅ふくしま東和（国道349号）
- 道の駅さくらの郷（国道349号）

## 観光

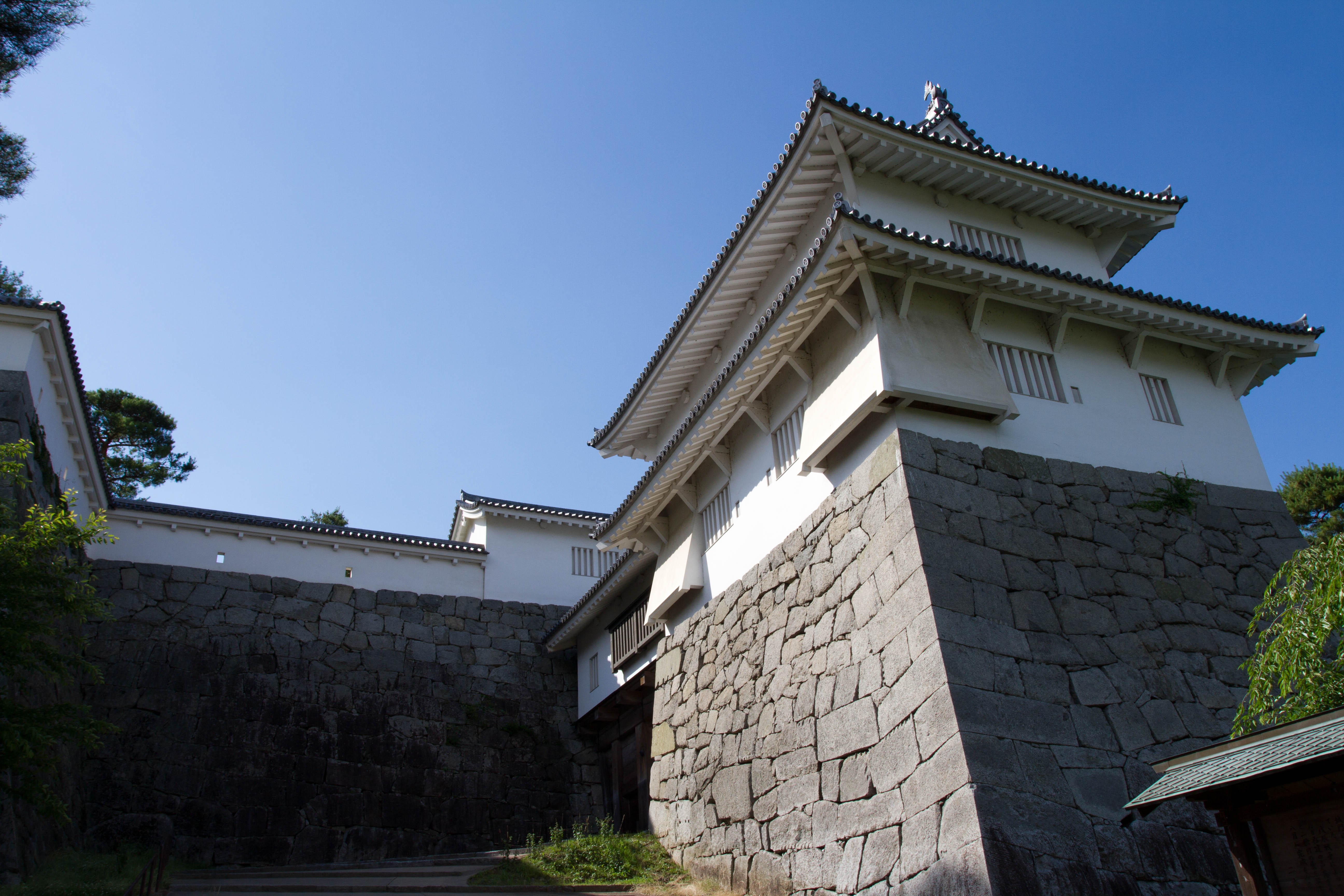
二本松城

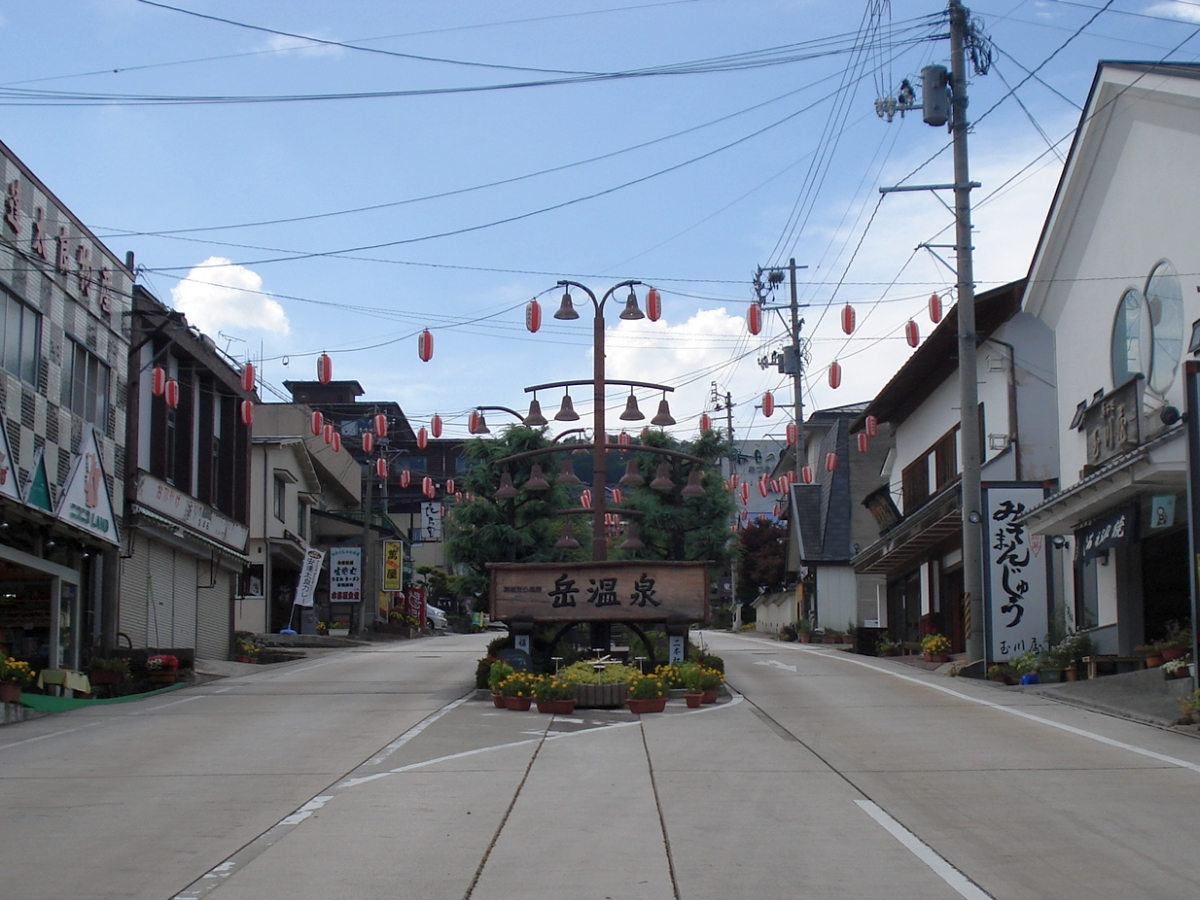
岳温泉

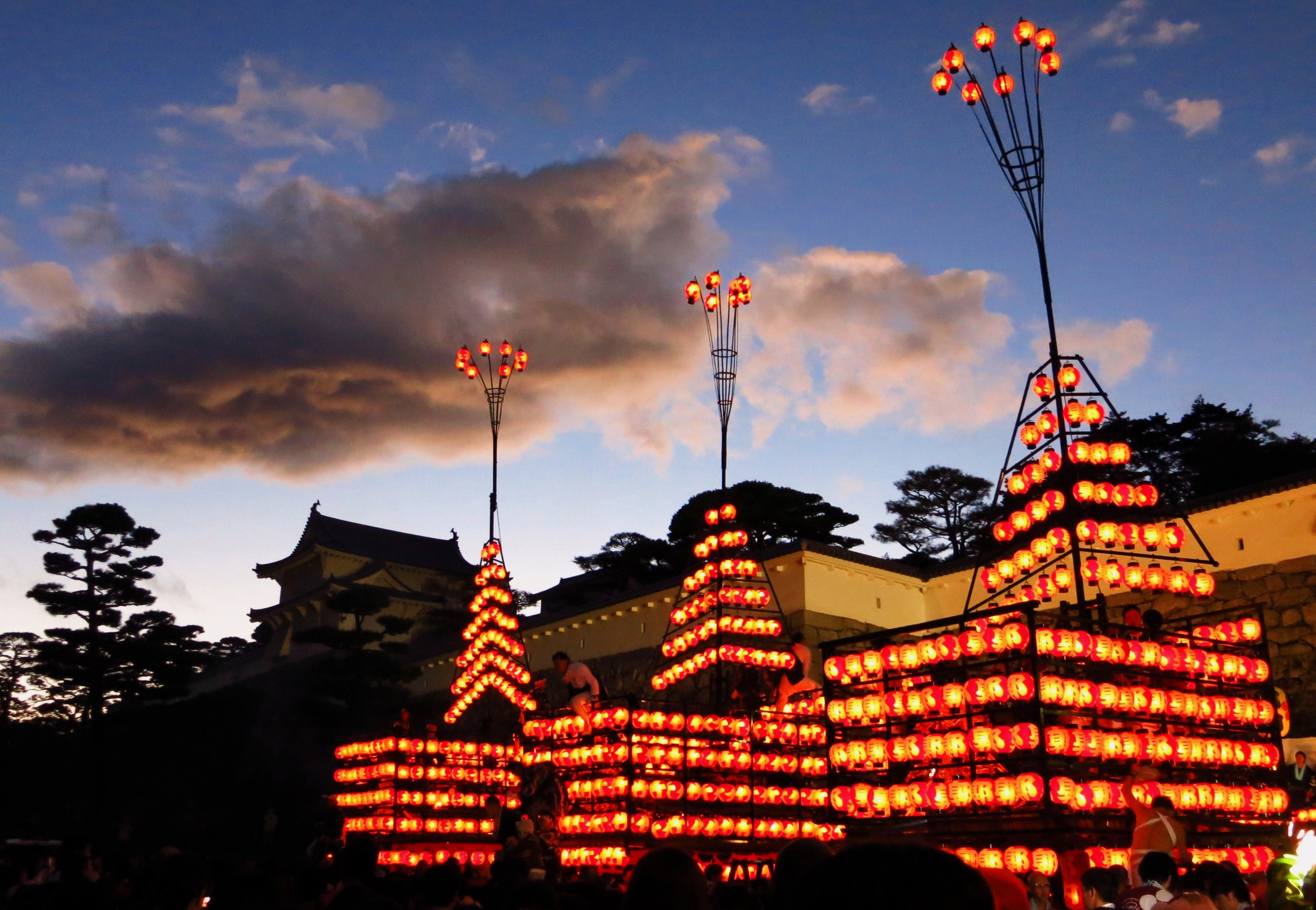
二本松提灯祭り

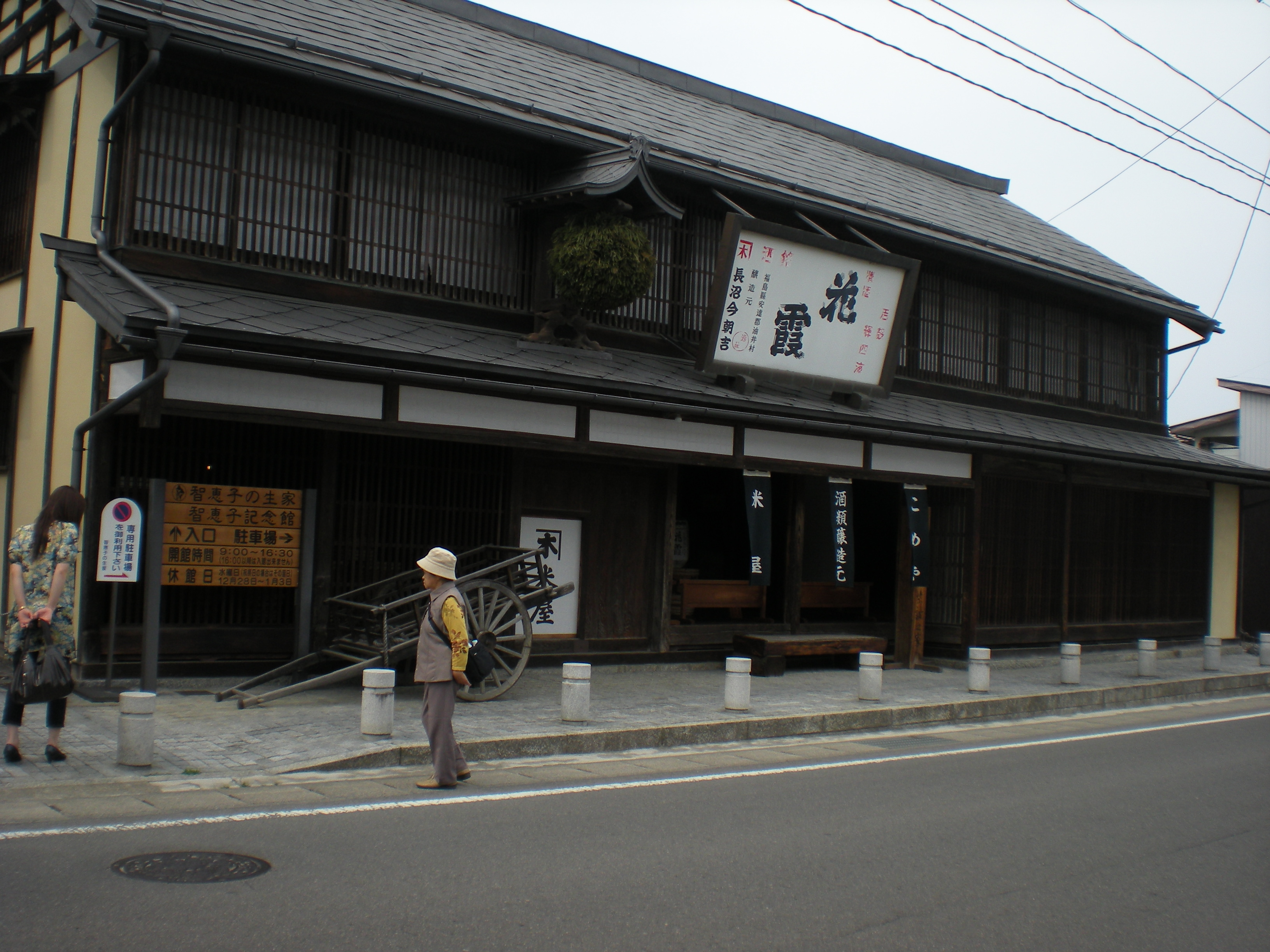
智恵子の生家・智恵子記念館

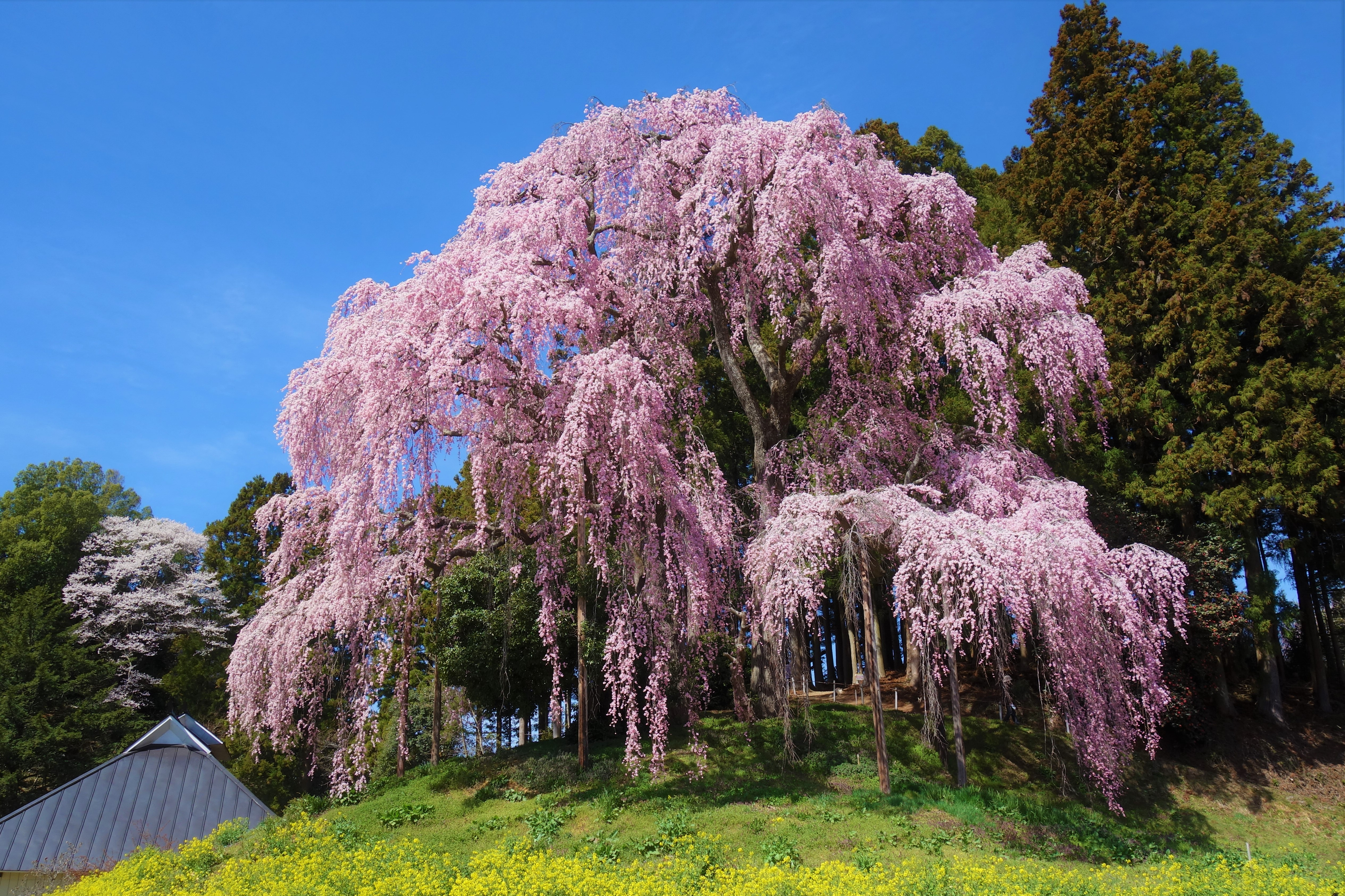
合戦場のしだれ桜

- 二本松城 - 別名は霞ヶ城、県立霞ヶ城公園にあり、江戸期には二本松藩（丹羽氏）の居城。国史跡。十万三千石。戊辰戦争での悲話、二本松少年隊も有名。
- 旧二本松藩戒石銘碑
- 霞ヶ城公園（日本さくら名所100選）
- 岳温泉
- くろがね温泉
- 塩沢温泉
- 旧奥州（陸羽）街道（日本の道100選）
- 二本松の菊人形 - 毎年10月から11月に開催される菊人形展。日本三大菊人形に数えられ、当市の大きな観光事業の一つ。
- 二本松提灯祭り - 毎年10月4・5・6日開催、伝統三百余年、7台の太鼓台にそれぞれ300個余りの提灯をつけて町内を曳き回す。
- 石井の七福神と田植踊 - 1995年（平成7年）12月26日に国の重要無形民俗文化財に指定された。
- 小浜の紋付祭り
- 針道のあばれ山車
- 木幡の幡祭り - 2004年（平成16年）2月16日に国の重要無形民俗文化財に指定された。
- 木幡山
  - 隠津島神社
  - 木幡の大スギ（国の天然記念物）
- 東和ロードレース大会
- 二本松市文化センター
- 二本松市民会館
- 二本松市青年の家
- 二本松勤労青少年ホーム
- 二本松市コンサートホール
- 二本松市東和文化センター
- 二本松市市民交流センター
- サテライトあだたら（競輪場外車券売場）
- エビスサーキット
- エスエスパークサーキット
- 東北サファリパーク
- 二本松塩沢スキー場
- 小浜城跡（史跡公園）
- 小手森城跡
- 百目木城跡
- 宮森城跡
- 粟ノ須古戦場（粟ノ須の戦い）
- 合戦場のしだれ桜
- 中島の地蔵桜
- 杉沢の大杉（国の天然記念物）
- 万人子守地蔵尊
- 稚児舞台
- 阿武隈競艇場
- 原瀬上原遺跡（縄文時代）
- 智恵子の生家・記念館
- 智恵子の杜公園
- スカイピアあだたら

### 名産
食品
- 玉羊羹（玉嶋屋）
- 日本酒（奥の松酒造、大七酒造、人気酒造、檜物屋酒造店）[1]
- 羽山りんご

工芸品
- 二本松家具

### 郷土料理
- ざくざく（根菜、鶏肉などを刻みいれた醤油ベースの汁物。冠婚葬祭や提灯祭りなどで多く作られる、葬儀では人参を入れない風習がある）[10]

## 出身有名人
政官財
- 浅岡一 - 教育者 長野県師範学校長、福島県立会津中学校長などを歴任。渡辺敏は実兄
- 安斎隆 - セブン銀行社長
- 山田匡蔵 - 日本油脂常務、三宝禅2代管長、3代町長山田脩の次男

医療・学術
- 朝河貫一 - 歴史学者（1873年（明治6年）12月20日 - 1948年（昭和23年）8月10日）
- 久保猪之吉（イノクボ先生） - 医師（耳鼻咽喉科学）1874年（明治7年）12月26日 - 1939年（昭和14年）11月12日）。日本初の耳鼻咽喉科学講座を開設
- 高橋信次 (放射線医学者)
- 保住昭一 - 法学者

芸術
- 安達九郎のちに本間九介 - 作家。『朝鮮雑記』著者（1869年 - 没年不明）
- 上崎美恵子 - 児童文学作家
- 大山忠作 - 画家
- 荻生天泉 - 日本画家
- 細雪純 - 漫画家
- 高村智恵子 - 女流洋画家。高村光太郎の妻。『智恵子抄』で有名
- 橋本朝秀 - 彫刻家
- 樋口達哉 - オペラ歌手。2018年、二本松市観光大使に就任
- 根本愚洲 - 画家

スポーツ
- 田辺裕信 - 騎手
- 萬代宏樹 - プロサッカー選手
- 藤見嶽虎之助 - 元力士

芸能・マスコミ
- UME。 - 歌手
- 遠藤ミチロウ - ミュージシャン
- 木村若友 - 浪曲師
- みつまJAPAN'（旧・芸名：「美妻隆盛」） - お笑い芸人

## 作品
ドラマ
- はね駒 - NHK連続テレビ小説（1986年、第6話ほか）
- 八重の桜 - NHK大河ドラマ（2013年）

映画
- ALIVEHOON アライブフーン (2022年)